# Die magische Insel (Buchreihe)
Die magische Insel ist eine 14-bändige Buchreihe  von Thilo Petry-Lassak. Erschienen ist die Buchreihe beim Loewe Verlag von 2007 bis 2010.

## Handlung
Der junge Einar ist mit seinen Eltern von Trondheim in einen Leuchtturm an einem norwegischen Fjord gezogen. Seine Eltern sind Forscher, und auch ihn treibt es immer wieder raus zum Erforschen neuer Pflanzen und Tiere. Eines Tages tobt ein heftiger Sturm und Einars Hund Odin, ein Geschenk seiner Eltern, will unbedingt nach draußen. Einar öffnet ihm nach einigem Zögern tatsächlich die Tür, sein Hund rennt davon. Da Einar sich Sorgen macht, macht er sich auf die Suche nach dem Hund, den er jedoch nicht findet, sondern am Meer, nachdem er mehrfach Odins Namen rief, das Bewusstsein verliert.
Einar wacht auf einer Insel auf. Dort lernt er die Raben Hugin und Munin kennen, die recht vorlauten Begleiter des Gottes Odin. Weil Odin glaubt, dass Einar ihn gerufen hat, hat er ihm die magische Insel geschickt. Einar wird zum Forschungsassistenten von Odin und erlebt mit Odin, Hugin und Munin zahlreiche Reisen in die Vergangenheit, wo Einar Aufträge für Odin zu erledigen hat. In erster Linie hilft Einar allerdings meistens den Menschen, die er kennenlernt, und die dringend Hilfe brauchen. Immer wenn Einar in die Vergangenheit reist, muss er in eine Hütte gehen und sich die Kleidung aus einem Spind anziehen, die für das jeweilige Land traditionell ist. Auf einer Landkarte kann er dabei die sehr schnelle Fahrt der magischen Insel verfolgen, lediglich in Band 10, als er nach Atlantis reist, kann er den Ort auf der Landkarte nicht ausmachen, da schließlich niemand weiß, ob es Atlantis überhaupt je gab und wo es lag. Die Hütte verändert sich nach jeder Reise.
Wenn Einar in der Zeit reist, was meistens der Fall ist, bleibt die Zeit in der realen Welt stehen, weshalb er seinen Eltern keine Erklärung seines Fernbleibens geben muss. In Band 6 jedoch reist Einar in der Gegenwart, und nur durch einige Zufälle wird verhindert, dass jemand von der magischen Insel erfährt.

## Bände
1. Verrat bei den Wikingern ISBN 3785543387
2. Der heimliche Ritter ISBN 3785543395
3. Wildpferde in Gefahr! ISBN 3785543417
4. Der Verdacht des Pharao ISBN 3785543492
5. Die gefährliche Hexenmission ISBN 3785543573
6. Rettung für die Delfine ISBN 378554359X
7. Rom in Flammen ISBN 3785543697
8. Im Reich des roten Drachen ISBN 3785543719
9. Der Zahn des Tyrannosaurus ISBN 3785561105
10. Gefangen in Atlantis ISBN 3785561113
11. Angriff der Piraten ISBN 3785561121
12. Der Feind im Dschungel ISBN 378556113X
13. Der Zorn des Häuptlings ISBN 3785563787
14. Das Schwert des Zauberers ISBN 3785563892

## Einstellung der Buchreihe
Im Jahr 2010 wurde die 14-bändige Buchreihe vom Loewe Verlag auf Grund niedriger Verkaufszahlen eingestellt. In Band 14 gibt es keine Anspielungen auf einen letzten Auftrag.